# El Porvenir Sur Airport
El Porvenir Sur Airport är en flygplats i Bolivia.   Den ligger i departementet Chuquisaca, i den södra delen av landet, 290 km sydost om huvudstaden Sucre. El Porvenir Sur Airport ligger 684 meter över havet.
Terrängen runt El Porvenir Sur Airport är platt, och sluttar söderut. Trakten runt El Porvenir Sur Airport är nära nog obefolkad, med mindre än två invånare per kvadratkilometer..
I omgivningarna runt El Porvenir Sur Airport växer i huvudsak lövfällande lövskog.